# Club Sportivo General San Martín
El Club Sportivo General San Martín es una institución deportiva de la ciudad de Formosa, Argentina. Se desempeña en el Torneo Federal A, tercera categoría del fútbol argentino para los clubes indirectamente afiliados a la AFA.
San Martín de Formosa (como se lo conoce a nivel nacional) es una de las instituciones deportivas más importantes de su provincia, destacándose en ramas como el fútbol y el voleibol, tanto femenino como masculino.
Su equipo de fútbol masculino participa de la primera división de la Liga Formoseña de Fútbol. Participó del Torneo Federal C 2015, donde el 3 de mayo obtuvo el ascenso al Torneo Federal B luego de vencer en la final a Unión de Pampa Alegría por 3 a 2. Participó de la Copa Argentina,  en la edición 2011-12 eliminado en el primer partido por Sarmiento de Resistencia, Chaco.
Consiguió el ascenso al Torneo Federal A luego de derrotar a Club Atlético San Jorge en la final del Torneo Federal B 2017.
Su presidente es Grisel Noemí Cardozo, que es de las pocas mujeres presidentes de clubes deportivos del país.
Su cancha se encuentra ubicada en el predio del club, ubicado en el Barrio San Francisco; sin embargo, para desarrollar sus partidos a nivel nacional, utiliza el Estadio Antonio Romero perteneciente a la Liga de dicha ciudad.
Su clásico rival es el Club Atlético 1.º de Mayo, de su misma ciudad. Otro gran rival es el Club Sportivo Inter del barrio Obrero. Por último, debido a sus participaciones en campeonatos argentinos de ascenso, San Martín entabló rivalidades con los clubes Sol de América y Sportivo Patria, siendo los tres encasillados dentro del grupo de "los 4 grandes de Formosa", junto a su archirrival Primero de Mayo..

## Historia
Fue fundado el 8 de abril de 1941. Originalmente, y debido a la ubicación del predio donde fue fundado, el equipo se llamó Chacra 25 en honor al barrio en que se fundó. Este nombre fue reemplazado por la del máximo prócer argentino, en la misma fecha donde se conmemoró el centenario de su fallecimiento: el 17 de agosto de 1950. Su primer campo tenía un diseño similar a la del Club Atlético Chacarita Juniors (Bastones negros, rojos y blancos), para luego cambiarla por la casaca actual que imita el diseño del conjunto de Club de Gimnasia y Esgrima La Plata (Blanco con una franja central azul).

## Participación a nivel nacional

### Campeón 2011 del Torneo del Interior
En el año 2011, San Martín compitió en el Torneo del Interior (ex-Argentino C), llegando a la final y derrotando por 4-2 en el resultado global a Jorge Newbery de Venado Tuerto. En la primera llave, jugada en la localidad santafesina, los formoseños obtuvieron la victoria por 1-0 luego de un polémico fallo de parte del Consejo federal se la AFA, quien recibiera una nota de protesta por parte de San Martín, aludiendo una mala inclusión de un jugador de Newbery. El resultado en el terreno fue 3-0 a favor de Newbery, que tras conocerse este fallo, pasó a perder el partido por la mínima. La gran final se disputó el 5 de junio en el Estadio Antonio Romero, donde el Franjeado obtuvo la victoria por 3-2, consagrándose campeón del Torneo del Interior y sumando de esta forma su primer título a nivel nacional. Los goles de San Martín fueron obra de Hugo Larroza, Alejandro Benítez y Néstor Palmerola para el local;  Fernando Romero y Enzo Villalba para la visita.  Con esta victoria, San Martín obtuvo el ansiado ascenso al Torneo Argentino B, instancia donde midió fuerzas nuevamente ante su rival de toda la vida, Sportivo Patria hasta la temporada 2013/14 cuando se efectuó su descenso.

## Datos del club
- Participaciones en la Primera División: 0
- Participaciones en la Segunda División: 0
- Participaciones en la Tercera División: 9
- Participaciones en la Cuarta División: 6
- Participaciones en la Quinta División: 6

| Liga    | Liga | Liga                | Liga                                                     | Copa nacional  | Copa nacional                     |
| Temp.   | Cat. | Torneo              | Posición                                                 | Copa           | Fase alcanzada                    |
| ------- | ---- | ------------------- | -------------------------------------------------------- | -------------- | --------------------------------- |
| 1995-96 | 3ra. | Argentino A         | 2.° - Zona Permanencia                                   | —              | —                                 |
| 1996-97 | 3ra. | Argentino A         | Descenso                                                 | —              | —                                 |
| 2000/01 | 4ta. | Argentino B         | 3.° - 1ra. fase                                          | —              | —                                 |
| 2006    | 5ta. | Torneo del Interior | 3.° - 1ra. fase                                          | —              | —                                 |
| 2007    | 5ta. | Torneo del Interior | 3ra. eliminatoria - Segundo ascenso                      | —              | —                                 |
| 2008    | 5ta. | Torneo del Interior | 3ra. eliminatoria                                        | —              | —                                 |
| 2009    | 5ta. | Torneo del Interior | 3ra. eliminatoria                                        | —              | —                                 |
| 2011    | 5ta. | Torneo del Interior | Campeón                                                  | —              | —                                 |
| 2011-12 | 4ta. | Argentino B         | 3.° - 2da. fase                                          | Copa Argentina | 2da. eliminatoria - Zona Interior |
| 2012-13 | 4ta. | Argentino B         | 5ta. fase                                                | Copa Argentina | Fase preliminar                   |
| 2013-14 | 4ta. | Argentino B         | Descenso                                                 | Copa Argentina | 2da. fase preliminar              |
| 2015    | 5ta. | Federal C           | Ascenso                                                  | Copa Argentina | 32avos. de final                  |
| 2016    | 4ta. | Federal B           | Finalista                                                | Copa Argentina | 32avos. de final                  |
| 2017    | 4ta. | Federal B           | Ascenso                                                  | Copa Argentina | 2da. fase preliminar              |
| 2018-19 | 3ra. | Federal A           | Permanencia                                              | Copa Argentina | 1ra. fase preliminar              |
| 2019-20 | 3ra. | Federal A           | Torneo suspendido por COVID-19                           | Copa Argentina | 1ra. fase preliminar              |
| 2020    | 3ra. | Federal A           | No participó por restricciones relacionadas al COVID-19. | Copa Argentina | 1ra. fase preliminar              |
| 2021    | 3ra. | Federal A           | No participó por restricciones relacionadas al COVID-19. | —              | —                                 |
| 2022    | 3ra. | Federal A           | Cuartos de final                                         | —              | —                                 |
| 2023    | 3ra. | Federal A           | 5.º Zona D                                               | Copa Argentina | 32avos. de final                  |
| 2024    | 3ra. | Federal A           | En disputa                                               | —              |                                   |

## Jugadores

### Plantel Torneo Federal A 2025
- Actualizado el 1 de Julio de 2025

## Comisión directiva
- Presidenta: Cardozo, Grisel Noemí
- Vicepresidente: Mazzo, José Antonio
- Secretario: Belotto, Florencio
- Prosecretario: Alvarenga, Aníbal Cristóbal
- Tesorera: Demichelis, Claudia Haydee
- Protesorera: Esquivel, María Soledad
- Secretario de actas: Gómez, Luis Oscar
- Intendenta: Belotto, Norma Yolanda
- Vocal l°: Rotela, José Luis
- Vocal 2°: Enríquez, Dionisio
- Vocal 3°: Fernández, José Carlos
- Vocal 4°: Belotto, Jorge Luis
- Rev. de ctas tit 1°: Esquivel, Rubén Raúl
- Rev. de ctas tit 2°: Cisneros, Miguel Horacio
- Rev. de ctas supl.l°.: Pereira, Ramón Martín
- Rev. de ctas supl 2°: Jentile, Zulema Leoncia